# Ferrugem-do-café
A ferrugem do café, ou ferrugem das folhas do café, é uma doença devastadora que ataca  os cafeeiros, levando frequentemente à perda de colheitas e de plantações inteiras. É causada pela Hemileia vastatrix, um fungo da divisão dos Basidiomycotas. Historicamente foi encontrado em áreas  da África, Índia, Ásia e Austrália. A enfermidade foi descoberta em 1970 quando se difundiu no Brasil, marcando a primeira propagação conhecida no hemisfério ocidental.
A doença foi relatada pela primeira vez no Quénia em 1861. Em torno de 1869 já tinha se espalhado pelo Sri Lanka, e nos anos 20 alastrou-se através de uma grande parte da África e Ásia. Nas últimas décadas do século XIX a ferrugem do café já havia produzidos danos sérios às plantações de café do Sri Lanka, Java e Malásia. Esta devastação levou ao aumento de cultivos alternativos, como o chá preto de Ceilão no Sri Lanka e borracha nos três lugares citados.